# Municipio de Stacy
El municipio de Stacy (en inglés: Stacy Township) es un municipio ubicado en el  condado de Carteret en el estado estadounidense de Carolina del Norte. En el año 2010 tenía una población de 214 habitantes.

## Geografía
El municipio de	Stacy se encuentra ubicado en las coordenadas 34°52′2.59″N 76°25′40.71″O / 34.8673861, -76.4279750.